# Schliersee
Schliersee is một xã thuộc huyện Miesbach ở bang Bayern, Đức. Nó được đặt tên theo hồ Schliersee nằm ngay bên cạnh, bao gồm những làng Schliersee, Westenhofen, Neuhaus, Fischhausen, Josefsthal và Spitzingsee.

## Địa lý

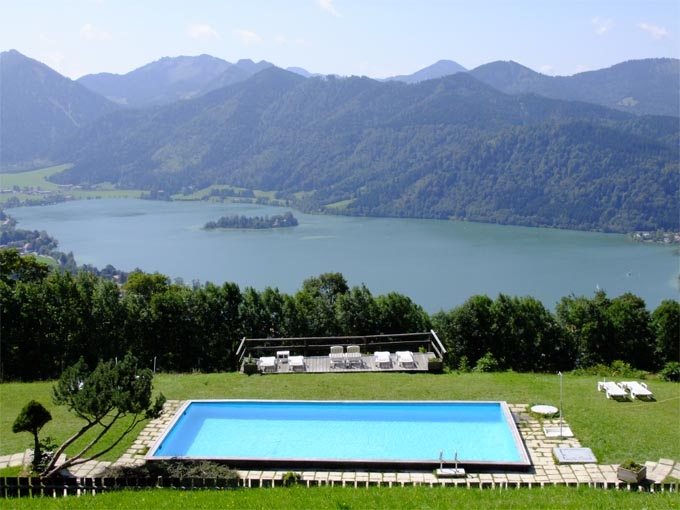
Schliersee

Schliersee nằm ở bờ Đông Bắc hồ Schliersee, là một nơi nghỉ mát có tiếng tại vùng núi bayerischer Alpen. Từ làng Schliersee có được cái nhìn như trong tranh lên các ngọn núi Aiplspitz, Jägerkamp, Brecherspitz và Bodenschneid, thuộc dãy núi Mangfall. Làng Spitzingsee, nằm khoảng 1.090m trên mặt biển, là một trung tâm trượt tuyết và dạo núi.

## Giao thông
Làng Schliersee nằm cạnh quốc lộ B 307, về phía Nam và cách Miesbach 7 km, cách đường cao tốc Bundesautobahn 8 17 km (lối ra Weyarn), cách Rosenheim 32 km và München 53 km. Nhà ga Schliersee nằm trên tuyến đường Holzkirchen–Schliersee và Schliersee–Bayrischzell, xe lửa của Bayerische Oberlandbahn chạy mỗi tiếng một lần từ München qua Holzkirchen đến Bayrischzell. Vào giờ cao điểm thì nửa tiếng một lần. Có xe buýt chạy thường xuyên tới Spitzingsee, nhiều lúc chạy tiếp tới Valepp, hoặc chạy qua Hausham và Gmund am Tegernsee tới Tegernsee, từ tháng 6 tới tháng mười có xe chạy tới Kufstein ở bang Tirol qua Thiersee.